# Europese kampioenschappen veldrijden 2014
De Europese kampioenschappen veldrijden 2014 waren de 12de editie van de Europese kampioenschappen veldrijden georganiseerd door de UEC. Het kampioenschap vond plaats op 8 november 2014 in het Duitse Lorsch. 
Het kampioenschap bestond uit de volgende categorieën:
|                                     |                    |
| • Vrouwen elite (23 jaar en ouder)  | 0000 1992 en ouder |
| • Vrouwen beloften (17 t/m 22 jaar) | 0000 1993 - 1998   |
|                                     |                    |
| • Mannen beloften (19 t/m 22 jaar)  | 0000 1993 - 1996   |
| • Jongens junioren (17 t/m 18 jaar) | 0000 1997 - 1998   |

## Medailleoverzicht
| Categorie        | Goud              | Goud   | Zilver              | Zilver | Brons               | Brons  |
| Mannen           | Mannen            | Mannen | Mannen              | Mannen | Mannen              | Mannen |
| ---------------- | ----------------- | ------ | ------------------- | ------ | ------------------- | ------ |
| Mannen beloften  | Wout van Aert     | 47'05" | Laurens Sweeck      | + 6"   | Jakub Skála         | z.t.   |
| Jongens junioren | Eli Iserbyt       | 49'35" | Jappe Jaspers       | + 47"  | Johan Jacobs        | + 51"  |
| Vrouwen          |                   |        |                     |        |                     |        |
| Vrouwen elite    | Sanne Cant        | 45'56" | Pavla Havlíková     | + 4"   | Nikki Harris        | + 6"   |
| Vrouwen beloften | Sabrina Stultiens | 31'57" | Martina Mikulášková | z.t.   | Alice Maria Arzuffi | + 25"  |

## Resultaten

### Vrouwen elite
| Plaats                  | Naam               | Tijd    |
| ----------------------- | ------------------ | ------- |
| Europeese kampioenstrui | Sanne Cant         | 45'56"  |
| Zilver                  | Pavla Havlíková    | + 4"    |
| Brons                   | Nikki Harris       | + 6"    |
| 4                       | Helen Wyman        | + 13"   |
| 5                       | Ellen Van Loy      | + 28"   |
| 6                       | Jolien Verschueren | z.t.    |
| 7                       | Sanne van Paassen  | + 36"   |
| 8                       | Rocío Gamonal      | + 37"   |
| 9                       | Marlène Petit      | + 57"   |
| 10                      | Lucie Chainel      | + 1'39" |

### Vrouwen beloften
| Plaats                  | Naam                | Tijd    |
| ----------------------- | ------------------- | ------- |
| Europeese kampioenstrui | Sabrina Stultiens   | 31'57"  |
| Zilver                  | Martina Mikulášková | z.t.    |
| Brons                   | Alice Maria Arzuffi | + 25"   |
| 4                       | Chiara Teocchi      | + 42"   |
| 5                       | Nikola Nosková      | z.t.    |
| 6                       | Juliette Labous     | + 52"   |
| 7                       | Lizzy Witlox        | + 1'04" |
| 8                       | Maëlle Grossetête   | + 1'09" |
| 9                       | Jessica Lambracht   | + 1'10" |
| 10                      | Yara Kastelijn      | + 1'26" |
|                         |                     |         |
| 16                      | Laura Verdonschot   | + 1'47" |

### Mannen beloften
| Plaats                  | Naam              | Tijd   |
| ----------------------- | ----------------- | ------ |
| Europeese kampioenstrui | Wout van Aert     | 47'05" |
| Zilver                  | Laurens Sweeck    | + 6"   |
| Brons                   | Jakub Skála       | z.t.   |
| 4                       | Stan Godrie       | + 12"  |
| 5                       | Toon Aerts        | + 15"  |
| 6                       | Diether Sweeck    | + 17"  |
| 7                       | Clément Venturini | + 27"  |
| 8                       | Martijn Budding   | z.t.   |
| 9                       | Daan Soete        | + 29"  |
| 10                      | Fabien Doubey     | + 31"  |

### Jongens junioren
| Plaats                  | Naam                 | Tijd    |
| ----------------------- | -------------------- | ------- |
| Europeese kampioenstrui | Eli Iserbyt          | 49'35"  |
| Zilver                  | Jappe Jaspers        | + 47"   |
| Brons                   | Johan Jacobs         | + 51"   |
| 4                       | Max Gulickx          | + 52"   |
| 5                       | Simon Andreassen     | + 1'13" |
| 6                       | Maik van der Heijden | + 1'18" |
| 7                       | Stefano Sala         | + 1'20" |
| 8                       | Alessio Dhoore       | + 1'23" |
| 9                       | Jakob Dorigoni       | + 1'28" |
| 10                      | Mehdy Henriet        | + 1'37" |

## Medaillespiegel
| Plaats | Land                | Goud | Zilver | Brons | Totaal |
| 1      | België              | 3    | 2      | 0     | 5      |
| 2      | Nederland           | 1    | 0      | 0     | 1      |
| 3      | Tsjechië            | 0    | 2      | 1     | 3      |
| 4      | Verenigd Koninkrijk | 0    | 0      | 1     | 1      |
| 4      | Italië              | 0    | 0      | 1     | 1      |
| 4      | Zwitserland         | 0    | 0      | 1     | 1      |
| Totaal | Totaal              | 4    | 4      | 4     | 12     |

## Reglementen

### Landenquota
Nationale federaties mochten per categorie het volgende aantal deelnemers inschrijven:
- 12 rijders + 2 reserve rijders

Daarnaast ontvingen de uittredend Europese kampioenen een persoonlijke startplaats, mits zij nog startgerechtigd waren in de betreffende categorie.
Kampioenschappen:  Wereldkampioenschappen · 
 Europese kampioenschappen · 
 Belgische kampioenschappen · 
 Nederlandse kampioenschappen
Klassementen:  Wereldbeker · 
 Superprestige · 
 Bpost bank trofee · 
 EKZ CrossTour · 
 TOI TOI Cup ·
 Coupe de France ·
 National Trophy Series ·
 Giro d'Italia Ciclocross
Overig:  Soudal Classics
2003 · 
2004 · 
2005 · 
2006 · 
2007 · 
2008 · 
2009 · 
2010 · 
2011 · 
2012 · 
2013 · 
2014 · 
2015 · 
2016 · 
2017 · 
2018 · 
2019 · 
2020 · 
2021 ·
2022 ·
2023 ·
2024 ·
2025 ·
2026